# Sziget

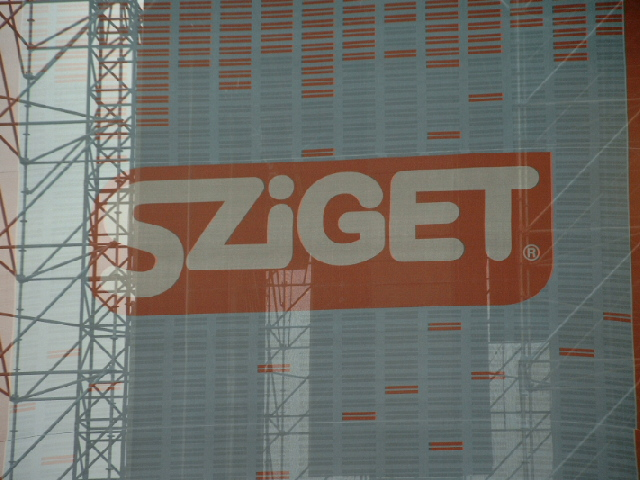
Logo des Sziget Festivals 2005 neben der Hauptbühne

Das Sziget (ungarisch für Insel) ist ein Musikfestival, das seit 1993 jährlich im Sommer (Anfang / Mitte August) auf einer Donauinsel in Budapest in Ungarn stattfindet. Auf über 60 Bühnen finden mehr als 1000 Einzelveranstaltungen statt; zahlreiche Interpreten präsentieren sich knapp eine Woche lang den etwa 400.000 Besuchern. Anfang 2015 wurde das Festival des Jahres 2014, wie bereits 2011, als bestes europäisches Festival ausgezeichnet.

## Lage

Eingang (Brücke) 2010

Das Festivalgelände erstreckt sich über rund die Hälfte der Fläche der „Óbudai“- oder auch „Hajógyári-sziget“, einer öffentlich zugängigen Insel mit Golfplatz. Die „Obudaer“- oder wie viele Budapester sie nennen „Schiffswerft-Insel“ beherbergt neben dem Sziget-Festival eine Vielzahl von Nachtclubs. Die Insel hat sich zu einem der Partyzentren von Budapest entwickelt, zu den Clubs gehören das „Bed Beach“, „Dokk-Beach“ und „Dokk-Klub“.
Die Insel liegt am nördlichen Rand des Zentrums von Budapest und ist die nördlichste der drei Stadtinseln Budapests. Den Namen verdankt das Festival dem ungarischen Wort für Insel „Sziget“. Es gibt einen eigens eingerichteten Bootsverkehr, der von der Margarethenbrücke in Pest ablegt. Für das Festival wird auf der Insel eine kleine Stadt (Város) mit Post, Bank, Geldwechselstuben und Geldautomaten errichtet. Außerdem gibt es einen Supermarkt, eine Apotheke, ein Fundbüro und eine kostenlose Wertsachenaufbewahrung.

## Programm

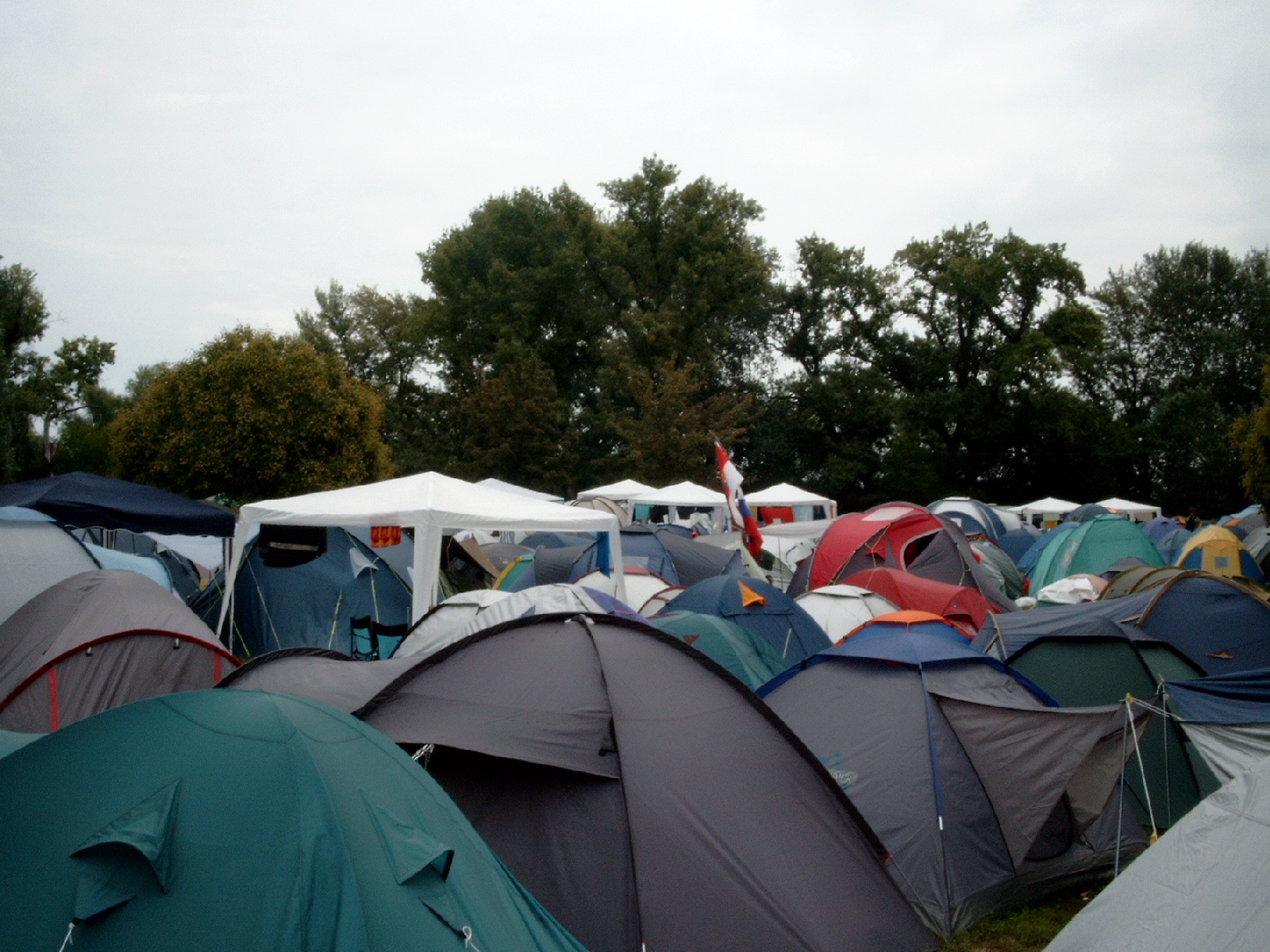
Allgegenwärtiger Anblick der Zeltstadt (2005)

Die Veranstaltungen finden auf 60 Schauplätzen statt. Die Auswahl reicht von Musik jeder Art über Open-Air-Kino, Tanz, nationalem und internationalem Theater, Tattooing- und Piercing-Shops bis hin zu Programmen für Kinder und Bummeln. Internetzugänge stehen zur freien Verfügung. Die Gäste können die Festinsel beliebig oft verlassen und wieder betreten und somit in dieser Woche auch Budapest und seine Sehenswürdigkeiten besichtigen. Es gibt auch einige Sportmöglichkeiten wie Volleyballfelder, Tennisplätze, Menschenkicker und Bungeejumping. Für das leibliche Wohl sorgen Esszentren, Lebensmittelläden, Restaurants, Cafeterias und Fast-Food-Stände.

## Festivals nach Jahren

### Sziget 2005

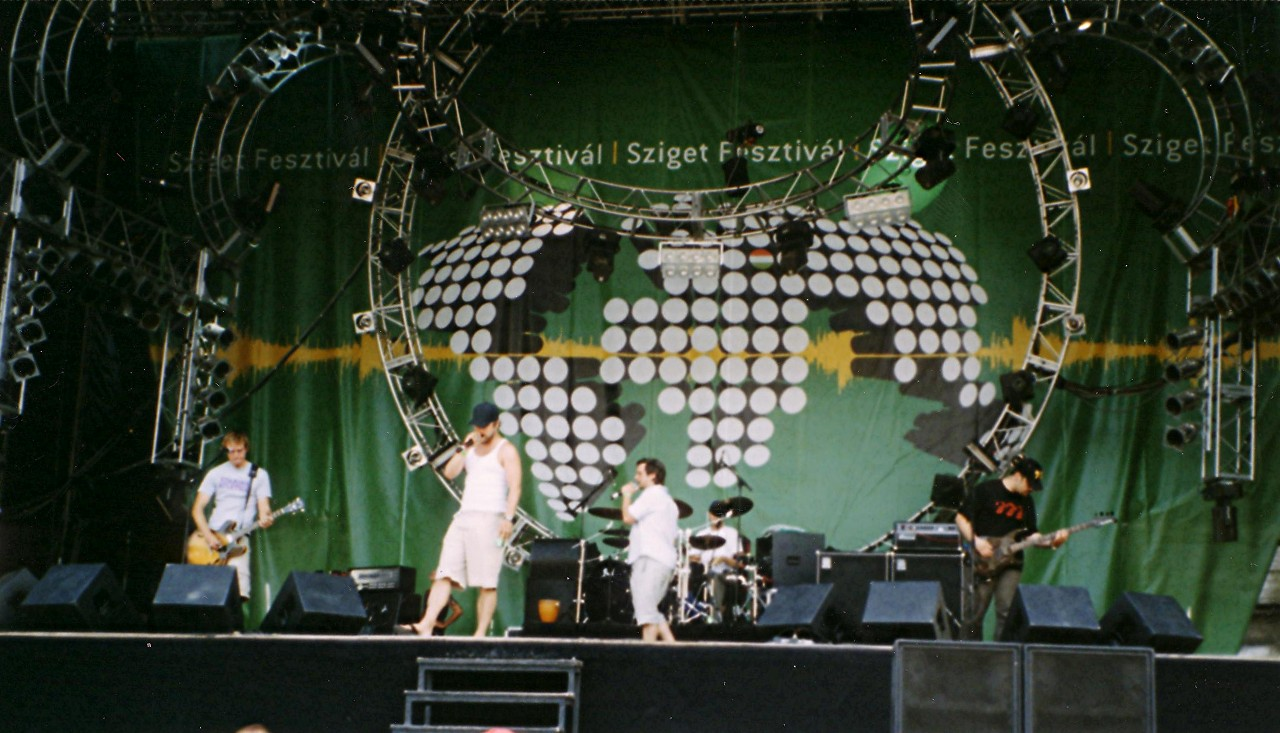
Sziget 2003 – H-Blockx

- Zeit: 10. bis 17. August 2005
- Musikrichtungen: Rock/Punk, Elektro/Dance, Hardrock/Metal, Jazz, Klassik, Hip-Hop/Trip-Hop, Weltmusik
- Bands u. a. Underworld, Franz Ferdinand, Mando Diao, Beatsteaks, Natalie Imbruglia, Nick Cave and the Bad Seeds, Roots Manuva, Korn, Sportfreunde Stiller, Turbonegro, Basement Jaxx, Tankcsapda, Sex Action, The Hives, Brand New Heavies, T.O.K., Morcheeba, The (International) Noise Conspiracy, Mory Kanté, Accept, Saxon, Opeth, Brainstorm, Obituary, Yann Tiersen, Timo Maas und The Wailers

### Sziget 2006
- Zeit: 9. bis 16. August 2006
- Musikrichtungen: Rock/Punk, Elektro/Dance, Hardrock/Metal, Jazz, Klassik, Hip-Hop/Trip-Hop, Weltmusik
- Bands u. a. Beatsteaks, Franz Ferdinand, Jovanotti, Living Colour, Morcheeba, Radiohead, The Prodigy, Scissor Sisters, Iggy & the Stooges und Placebo

### Sziget 2007
- Zeit: 8. bis 15. August 2007
- Musikrichtungen: Rock/Punk, Elektro/Dance, Hardrock/Metal, Jazz, Klassik, Hip-Hop/Trip-Hop, Weltmusik
- Bands u. a. The Chemical Brothers, Gogol Bordello, Tool, Madness, Nine Inch Nails, The Hives, Faithless, Mando Diao, The Killers, Manu Chao, Sportfreunde Stiller, Kaizers Orchestra, Pink, Laurent Garnier, Soulfly, Deep Dish, Timo Maas und GusGus

### Sziget 2008
Das Festival wurde erstmals um zwei Tage verkürzt.
- Zeit: 13. bis 18. August 2008
- Musikrichtungen: Rock/Punk, Elektro/Dance, Hardrock/Metal, Jazz, Klassik, Hip-Hop/Trip-Hop, Weltmusik
- Bands u. a. Iron Maiden, The Killers, The Kooks, Die Ärzte, R.E.M., Alanis Morissette, Sex Pistols, Jamiroquai, Kaiser Chiefs, Róisín Murphy, Justice, MGMT, Serj Tankian, Apocalyptica, Iced Earth, Flogging Molly, Goran Bregović, The Wombats, Parov Stelar, Millencolin, Anti-Flag, Avantasia, Ferry Corsten, Adam Green, José González und Babyshambles

### Sziget 2009
- Zeit: 12. bis 17. August 2009
- Musikrichtungen: Rock/Punk, Elektro/Dance, Hardrock/Metal, Jazz, Klassik, Hip-Hop/Trip-Hop, Weltmusik
- Bands u. a. Amadou & Mariam, Al Di Meola, IAMX, Nouvelle Vague, Ska-P, Snow Patrol, Lily Allen, Miss Platnum, The Ting Tings, Die Toten Hosen, Donots, Bloc Party, Fatboy Slim, Cheb Khaled, Haydamaky, Jet, Primal Scream, Pendulum, The Prodigy, The Subways, Editors, Klaxons, Manic Street Preachers, De Staat, Placebo, Disco Ensemble, Danko Jones, Deathstars, Maxïmo Park, The Offspring und Faith No More

### Sziget 2010
- Zeit: 11. bis 16. August 2010
- Musikrichtungen: Rock/Punk, Elektro/Dance, Hardrock/Metal, Jazz, Klassik, Hip-Hop/Trip-Hop, Weltmusik
- Bands u. a. Iron Maiden, Muse, Faithless, Madness, Ska-P, Gentleman, The Hives, Papa Roach, Gorillaz Sound System, Bad Religion, Orquestra Buena Vista Social Club® & Omara Portuondo, Children of Bodom, Ill Niño, Monster Magnet, Paradise Lost, The 69 Eyes, Skindred, Fear Factory, 30 Seconds to Mars, Mika, Billy Talent, Nina Hagen, Insane, Kamelot, 3D DISCO, Infected Mushroom und Shantel & The Bucovina Club Orkestar, Rotfront

### Sziget 2011
- Zeit: 10. bis 15. August 2011
- Musikrichtungen: Rock/Punk, Elektro/Dance, Hardrock/Metal, Jazz, Klassik, Hip-Hop/Trip-Hop, Weltmusik
- Bands u. a. Prince, Kate Nash, The Prodigy, Kaiser Chiefs, Empire of the Sun, Flogging Molly, Dizzee Rascal, Gogol Bordello, Interpol, Pulp, Rise Against, Smash Mouth, The Chemical Brothers, The National, Söhne Mannheims, Triggerfinger, Verdena, Hurts, Marina and the Diamonds, Skunk Anansie, The Bloody Beetroots, Crystal Castles, Hadouken!, Judas Priest, Motörhead, Sonata Arctica, AfroCubism, Bassekou Kouyaté, Debout Sur Le Zinc, Djelimady Tounkara, Eliades Ochoa, Goran Bregović, Kasse Mady Diabaté, Les Hurlements d’Léo, Ojos de Brujo, La Roux, Within Temptation, Jazz+Az und Gotan Project.
- Bemerkungen: Das Festival wurde an den jährlichen european festival awards in London zum besten Festival des Jahres 2011 ausgezeichnet.[2]

### Sziget 2012
- Zeit: 6. bis 13. August 2012
- Musikrichtungen: Rock/Punk, Elektro/Dance, Hardrock/Metal, Jazz, Klassik, Hip-Hop/Trip-Hop, Weltmusik
- Bands u. a. The Killers, Placebo, The Stone Roses, Hurts, The Subways, Mando Diao, The Horrors, Crystal Fighters, Noah and the Whale, Friendly Fires, Beatsteaks, Anti-Flag, Goran Bregović.

### Sziget 2013
- Zeit: 5. bis 12. August 2013
- Musikrichtungen: Rock/Punk, Elektro/Dance, Hardrock/Metal, Jazz, Klassik, Hip-Hop/Trip-Hop, Weltmusik
- Bands u. a. Bad Religion, Blur, David Guetta, Deichkind, Die Ärzte, Franz Ferdinand, Mika, Nick Cave and the Bad Seeds, Seeed, Skunk Anansie

### Sziget 2014
- Zeit: 11. bis 18. August 2014
- Musikrichtungen: Rock/Punk, Elektro/Dance, Hardrock/Metal, Jazz, Klassik, Hip-Hop/Trip-Hop, Weltmusik
- Bands u. a.[3] Queens of the Stone Age, Placebo, Klaxons, Calvin Harris, Deadmau5, Imagine Dragons, Jake Bugg

### Sziget 2015
- Zeit: 10. bis 17. August 2015
- Musikrichtungen: Rock/Punk, Elektro/Dance, Hardrock/Metal, Jazz, Klassik, Hip-Hop/Trip-Hop, Weltmusik
- Bands u. a. Robbie Williams, Florence + the Machine, Gentleman, Alt-J, Cro, Ellie Goulding, Avicii, Kasabian, Alesso, Martin Garrix, Limp Bizkit und Kraftklub

### Sziget 2016
- Zeit: 10. bis 17. August 2016
- Musikrichtungen: Rock/Punk, Elektro/Dance, Hardrock/Metal, Jazz, Klassik, Hip-Hop/Trip-Hop, Pop, Weltmusik
- Bands u. a. Rihanna, Muse, David Guetta, Die Antwoord, Hardwell, Bastille, Sum 41, The Lumineers

### Sziget 2017
- Zeit: 9. bis 16. August 2017
- Musikrichtungen: Rock/Pop, Electro/Dance, Punk, Metal, Jazz, Klassik, Techno, House, Reggae, Weltmusik, Hip-Hop
- Bands u. a. Pink, Iggy Azalea, Macklemore & Ryan Lewis, Kasabian, Crystal Fighters, George Ezra, Watsky, Marteria, Fritz Kalkbrenner, Bakermat, Flume

### Sziget 2018
- Zeit:  8. bis 15. August 2018
- Musikrichtungen: Rock/Pop, Electro/Dance, Punk, Metal, Jazz, Klassik, Techno, House, Reggae, Weltmusik, Hip-Hop
- Bands u. a. Gorillaz, Kendrick Lamar, Mumford & Sons, Arctic Monkeys, Bastille, Dua Lipa, Fever Ray, Kygo, Lana Del Rey, Liam Gallagher, Lykke Li, MØ, Parov Stelar, Shawn Mendes, Stormzy, The Kooks, The War On Drugs, Gogol Bordello, La Femme, Milky Chance[4]

### Sziget 2019
- Zeit: 7. bis 13. August 2019
- Musikrichtungen: Rock/Pop, Electro/Dance, Punk, Metal, Jazz, Klassik, Techno, House, Reggae, Weltmusik, Hip-Hop
- Bands u. a. Foo Fighters, Ed Sheeran, Florence + the Machine, Post Malone, Macklemore, The 1975, The National, Twenty One Pilots, Martin Garrix, Tove Lo, Richard Ashcroft, Alyona Alyona

### Sziget 2020/2021
Das Sziget 2020 war vom 5. bis 11. August geplant, musste jedoch wegen der COVID-19-Pandemie abgesagt werden. Aufgrund der anhaltenden Situation wurde auch das folgende Sziget 2021 abgesagt.

### Sziget 2022
- Zeit: 10. bis 15. August 2022
- Musikrichtungen: Rock/Pop, Electro/Dance, Punk, Metal, Jazz, Klassik, Techno, House, Reggae, Weltmusik, Hip-Hop
- Bands u. a. Dua Lipa, Justin Bieber, Calvin Harris, Bastille, Alan Walker, Stromae, Milky Chance, Ofenbach, Anne-Marie